# Антоњано (Лука)
Антоњано је насеље у Италији у округу Лука, региону Тоскана.
Према процени из 2011. у насељу је живело 68 становника. Насеље се налази на надморској висини од 546 м.